# Yasemin Smit
Yasemin Smit (Amsterdam, 21 november 1984) is een Nederlandse waterpolospeelster en -coach. Ze speelt rechtshandig.
Smit speelde tot het seizoen 2019-2020 voor het eerste team van Het Ravijn uit Nijverdal. Voorgaande seizoenen kwam ze uit voor Olympiakos Piraeus in Athene en daarvoor voor Het Ravijn uit Nijverdal, en werd op haar zeventiende gevraagd voor het seniorenteam, waarmee ze een jaar later op het EK speelde. Zij vertegenwoordigde Nederland op de Olympische Spelen van 2008 in Peking als aanvoerster van het waterpoloteam. Daar verrasten de Nederlandse waterpolosters met het winnen van een gouden plak, door in de finale Amerika te verslaan. Na de Spelen vertrok ze naar Griekenland, waar ze met Olympiakos Piraeus de landstitel veroverde.
In 2020 wordt Smit samen met Johan Aantjes jeugdbondscoach.

## Palmares

### Clubniveau

#### Het Ravijn
Nationaal
- Nederlands kampioenschap waterpolo Dames:  2004,  2008,  2013
- KNZB Beker:  2004,  2006,  2007,  2008,  2010
- Supercup:  2008,  2014

Internationaal
- Len Trophy:  2006,  2011

#### Olympiakos Piraeus
- Grieks Landskampioenschap:  2009,  2017.

Internationaal
- LEN Champions Cup:  2017

### Nederlands team
- 2003: 4e EK Ljubljana (Slovenië)
- 2005: 10e WK Montréal (Canada)
- 2006: 6e EK Belgrado (Servië)
- 2007: 9e WK Melbourne (Australië)
- 2007:  Europees Olympisch Kwalificatietoernooi (Rusland)
- 2008: 5e EK Málaga (Spanje)
- 2008:  Olympische Spelen van Peking (China)
- 2009: 5e WK Rome (Italië)
- 2010:  EK Zagreb (Kroatië)
- 2011: 7e WK Shanghai (China)
- 2012: 6e EK Eindhoven (Nederland)
- 2013: 7e WK Barcelona (Spanje)
- 2014:  EK Boedapest (Hongarije)
- 2015:  World League Shanghai (China)
- 2015:  WK Kazan (Rusland)
- 2016:  EK Belgrado (Servië)

### Individuele prijzen
- Ridder in de Orde van de Nederlandse Leeuw - 2008
- Nederlands Waterpoloster van het jaar - 2010
- Topscorer Nationale Competitie - 2014
- Gouden KNZB ereteken (meer dan 15 internationale titeltoernooien voor het Nederlands waterpoloteam) - 2015
- MVP Europese Kampioenschappen - 2016

Iefke van Belkum · 
Gillian van den Berg · 
Daniëlle de Bruijn · 
Mieke Cabout · 
Rianne Guichelaar · 
Biurakn Hakhverdian · 
Marieke van den Ham · 
Noeki Klein · 
Simone Koot · 
Ilse van der Meijden · 
Meike de Nooy · 
Alette Sijbring · 
Yasemin Smit · 
Robin van Galen (bondscoach) · 
Arno Havenga (teammanager)